# Demirözü
Demirözü là một huyện thuộc tỉnh Bayburt, Thổ Nhĩ Kỳ. Huyện có diện tích 611 km² và dân số thời điểm năm 2007 là 9570 người, mật độ 16 người/km².